# Галицька сільська рада (Підгаєцький район)
Га́лицька сільська́ ра́да — адміністративно-територіальна одиниця та орган місцевого самоврядування в Підгаєцькому районі Тернопільської області. Адміністративний центр — село Галич.

## Загальні відомості
- Територія ради: 5,853 км²
- Населення ради: 566 осіб (станом на 2001 рік)
- Територією ради протікає річка Коропець

## Населені пункти
Сільській раді були підпорядковані населені пункти:
- с. Галич

## Населення
За переписом населення України 2001 року в сільській раді мешкали 564 особи.

### Мова
Розподіл населення за рідною мовою за даними перепису 2001 року:
| Мова       | Відсоток |
| ---------- | -------- |
| українська | 99,82 %  |
| російська  | 0,18 %   |

## Склад ради
Рада складалася з 14 депутатів та голови.
- Голова ради: Петришин Михайло Васильович
- Секретар ради: Жук Артем Ярославович

### Керівний склад попередніх скликань
| Прізвище, ім'я, по батькові | Основні відомості                                                               | Дата обрання | Дата звільнення |
| --------------------------- | ------------------------------------------------------------------------------- | ------------ | --------------- |
| Петришин Михайло Васильович | Сільський голова, 1957 року народження, освіта середня спеціальна, безпартійний | 26.03.2006   | 31.10.2010      |
| Петришин Михайло Васильович | Сільський голова, 1957 року народження, освіта середня спеціальна, безпартійний | 31.10.2010   |                 |

Примітка: таблиця складена за даними сайту Верховної Ради України

### Депутати
За результатами місцевих виборів 2010 року депутатами ради стали:

#### За суб'єктами висування
| Суб'єкт висування             | Кількість обраних депутатів | %    |
| ----------------------------- | --------------------------- | ---- |
| Самовисування                 | 13                          | 92,9 |
| Політична партія «Фронт Змін» | 1                           | 7,1  |

#### За округами
| № округу                      | Прізвище, ім'я, по батькові    | Дата визнання обраним | Освіта             | Партійна приналежність              | Відомості про обраного депутата               |
| ----------------------------- | ------------------------------ | --------------------- | ------------------ | ----------------------------------- | --------------------------------------------- |
| Політична партія «Фронт Змін» |                                |                       |                    |                                     |                                               |
| 3                             | Керницький Сергій Олегович     | 02.11.2010            | вища               | член Політичної партії «Фронт Змін» | студент                                       |
| Самовисування                 |                                |                       |                    |                                     |                                               |
| 1                             | Шпитковська Галина Євгенівна   | 02.11.2010            | середня спеціальна | позапартійна                        | пенсіонер                                     |
| 2                             | Головко Ігор Петрович          | 02.11.2010            | вища               | позапартійний                       | Аптека № 17, бухгалтер                        |
| 4                             | Банах Олег Аркадійович         | 02.11.2010            | незакінчена вища   | позапартійний                       | студент                                       |
| 5                             | Корпан Володимир Мирославович  | 02.11.2010            | середня спеціальна | позапартійний                       | тимчасово не працює                           |
| 6                             | Скасків Ігор Михайлович        | 02.11.2010            | середня спеціальна | позапартійний                       | Підгаєцький РВ ГУМНСУ, водій                  |
| 7                             | Дякович Микола Петрович        | 02.11.2010            | середня спеціальна | позапартійний                       | Укртелеком, кабельник-спаювальник             |
| 8                             | Бойко Ганна Василівна          | 02.11.2010            | середня спеціальна | позапартійна                        | тимчасово не працює                           |
| 9                             | Жук Артем Ярославович          | 02.11.2010            | вища               | позапартійний                       | Галицька с/р, секретар                        |
| 10                            | Квік Ганна Богданівна          | 02.11.2010            | вища               | позапартійна                        | УДК у Підгаєцькому р-ні, нач.відділу видатків |
| 11                            | Квік Микола Петрович           | 02.11.2010            | середня спеціальна | позапартійний                       | Галицький с/клуб, зав.клубом                  |
| 12                            | Свінціцький Василь Ярославович | 02.11.2010            | середня спеціальна | позапартійний                       | тимчасово не працює                           |
| 13                            | Джулинська Марія Євгенівна     | 02.11.2010            | середня спеціальна | позапартійна                        | Галицька с/р, землевпорядник                  |
| 14                            | Ригайло Ганна Йосипівна        | 02.11.2010            | вища               | позапартійна                        | Галицька с/р, бухгалтер                       |